# Аллесгаузен
Аллесгаузен (нім. Alleshausen) — громада в Німеччині, знаходиться в землі Баден-Вюртемберг. Підпорядковується адміністративному округу Тюбінген. Входить до складу району Біберах.
Площа — 11,31 км2. Населення становить 534 ос. (станом на 31 грудня 2020).